# Nobuyuki Kato
Nobuyuki Kato (Japó, 2 de gener de 1920), és un exfutbolista japonès.

## Selecció japonesa
Nobuyuki Kato va disputar 1 partits amb la selecció japonesa.